# Portada/article març 24
Perseguit pel franquisme, als anys setanta va haver d'exiliar-se un temps a París. Al setembre de 1979 va esdevenir el primer cantant no operístic que va actuar al Gran Teatre del Liceu per presentar Somniem. El 6 de juliol de 1985, Llach va congregar 103.000 persones al Camp Nou durant la celebració d'un concert, el més gran fet mai a Europa fins aleshores.

## Lluís Llach i Grande
Lluís Llach i Grande (Girona, 7 de maig del 1948) és un músic, cantautor, escriptor i polític català. Va ser l'últim component del grup dels Setze Jutges i se'l considera un dels capdavanters del fenomen de la Nova Cançó. Ha estat un referent, no solament musical sinó també intel·lectual, de tres generacions.
Perseguit pel franquisme, als anys setanta va haver d'exiliar-se un temps a París. Al setembre de 1979 va esdevenir el primer cantant no operístic que va actuar al Gran Teatre del Liceu per presentar Somniem. El 6 de juliol de 1985, Llach va congregar 103.000 persones al Camp Nou durant la celebració d'un concert, el més gran fet mai a Europa fins aleshores.
Entre el 1969 i el 2007, Llach va enregistrar 33 discs. La seva cançó més popular i més compromesa, L'estaca (1968), fou adaptada com a himne pel sindicat polonès Solidarność.